# Rosemary Museminali
Rosemary Museminali (sinh năm 1962) là một chính trị gia và nhà ngoại giao người Rwanda, hiện đang làm việc cho Chương trình Liên hợp quốc về HIV / AIDS (UNAIDS), với tư cách là đại diện của Liên minh Châu Phi và Ủy ban Kinh tế Liên Hợp Quốc về Châu Phi. Museminali được biết đến nhiều nhất với vai trò là Bộ trưởng Bộ Ngoại giao và Hợp tác Rwanda từ năm 2005 đến năm 2009. Bà cũng từng là Bộ trưởng Bộ Hợp tác Quốc tế của đất nước và là đại sứ tại Vương quốc Anh.

## Cuộc sống ban đầu
Rosemary Museminali sinh năm 1962 tại Uganda, với cha mẹ tị nạn sinh ra ở Rwanda, đã trốn khỏi đất nước sau Cách mạng Rwanda năm 1959, nơi chứng kiến sự thành lập một nước cộng hòa do đa số người dân tộc Hồi giáo thống trị, và đàn áp thiểu số Tutsi. Museminali lớn lên và hoàn thành giáo dục của mình ở Uganda, lấy bằng công tác xã hội và quản trị tại Đại học Makerere năm 1986. Khi còn ở Uganda, Museminali làm Quản lý hành chính cho Công ty TNHH Dệt may Nyanza.
Vào những năm 1990, một đội quân phiến quân do Paul Kagame lãnh đạo, cũng là một người tị nạn ở Uganda, đã phát động một cuộc nội chiến kéo dài bốn năm mà đỉnh điểm là cuộc diệt chủng Rwandan năm 1994, trong đó khoảng 500.000 đến 1.000.000  Tutsi và người Hutu ôn hòa về chính trị đã bị giết bởi Hutu cực đoan. Chiến tranh đã kết thúc khi lực lượng của Kagame chiếm lấy toàn bộ đất nước, cho phép hàng ngàn người Tutsi lưu vong, bao gồm Museminali, trở về quê hương.

## Sự nghiệp chính trị và ngoại giao
Sau khi đến Rwanda, Museminali bắt đầu làm việc trong Bộ phúc lợi xã hội, hỗ trợ những người tị nạn khác cố gắng trở về nước và cố gắng đoàn tụ các gia đình bị chia cắt bởi nạn diệt chủng. Cô ở lại với Bộ trong năm năm, trước khi chuyển sang làm Tổng thư ký Hội Chữ thập đỏ Rwanda, một vai trò mà cô chỉ giữ trong một thời gian ngắn. Năm 2000, Museminali được bổ nhiệm làm đại sứ cho Rwanda tại Vương quốc Anh, bao gồm các vai trò bổ sung là đại sứ tại Cộng hòa Ireland và các nước Scandinavi. Cô vẫn ở vị trí này, có trụ sở tại London, trong 5 năm.
Khi trở về Rwanda năm 2005, Museminali được Tổng thống Paul Kagame bổ nhiệm vào vai trò bộ trưởng cơ sở tại Bộ Ngoại giao (MINAFFET), chịu trách nhiệm hợp tác quốc tế. Bà đã được thăng chức vào tháng 3 năm 2008 lên vị trí bộ trưởng ngoại giao, phụ trách toàn bộ bộ này. Trong thời gian làm bộ trưởng ngoại giao, bà ưu tiên duy trì hòa bình và an ninh Rwanda, cũng như thúc đẩy xây dựng hòa bình quốc tế. Là một phần của mục đích thứ hai, cô giám sát sự tham gia của Rwanda vào Phái đoàn Liên minh châu Phi của Liên Hợp Quốc tại Darfur. Cô cũng làm việc quốc tế để phát triển nền kinh tế của Rwanda. Vào tháng 12 năm 2009, Tổng thống Kagame đã sa thải Museminali, thay thế bà bằng Bộ trưởng Thông tin Louise Mushikiwabo trong một cuộc cải tổ. Museminali không được cung cấp một vị trí khác trong chính phủ.
Một thời gian sau khi rời chính phủ, Museminali chuyển đến Addis Ababa để làm việc cho Chương trình Liên hợp quốc về HIV/AIDS (UNAIDS), với tư cách là đại diện của cả Liên minh châu Phi và Ủy ban kinh tế Liên hiệp quốc về châu Phi. Cô vẫn giữ vai trò này vào năm 2016.

### Trích dẫn công trình
- Dallaire, Roméo (2005). Shake Hands with the Devil: The Failure of Humanity in Rwanda. London: Arrow. ISBN 978-0-09-947893-5.  Dallaire, Roméo (2005). Shake Hands with the Devil: The Failure of Humanity in Rwanda. London: Arrow. ISBN 978-0-09-947893-5.  Dallaire, Roméo (2005). Shake Hands with the Devil: The Failure of Humanity in Rwanda. London: Arrow. ISBN 978-0-09-947893-5.
- Prunier, Gérard (1999). The Rwanda Crisis: History of a Genocide (ấn bản thứ 2). Kampala: Fountain Publishers Limited. ISBN 978-9970-02-089-8.  Prunier, Gérard (1999). The Rwanda Crisis: History of a Genocide (ấn bản thứ 2). Kampala: Fountain Publishers Limited. ISBN 978-9970-02-089-8.  Prunier, Gérard (1999). The Rwanda Crisis: History of a Genocide (ấn bản thứ 2). Kampala: Fountain Publishers Limited. ISBN 978-9970-02-089-8.